# Dominique Champot
Dominique Champot, né le 17 septembre 1951 à Paris et mort le 12 juin 2007 à Suresnes, est un journaliste français qui a effectué la majeure partie de sa carrière au sein du service des sports de France Télévisions.

## Biographie
Il commence sa carrière à l'hebdomadaire sur la radio RTL en tant qu'éditorialiste, le plus jeune de France, il occupe le créneau de l'édition de 4 h du matin. Il travaille ensuite au magazine but spécialiste du football, puis il est recruté au sein du service information de la chaîne de télévision France 3 en 1983. Grand reporter, il présente notamment le journal d'informations, Soir 3 (il présente son premier journal le 28 mars 1981), avant de devenir chef du service des sports de la rédaction nationale. Spécialiste du tennis, du ski, du football ou de voile, il couvre les plus grands événements comme Roland Garros, plusieurs Jeux olympiques ou encore les Coupes du monde de football depuis 1982 jusqu'à celle de 2006 en Allemagne. Il présentait la page « sports » durant les journaux télévisés du week-end sur la chaîne publique. Il décède en juin 2007 à l'âge de 55 ans. Dans un communiqué, France 3 « regrette la disparition d'un grand professionnel reconnu par ses pairs et apprécié de tous ».